# 로카시쿠라
로카시쿠라(이탈리아어: Roccasicura)는 이탈리아 몰리세주 이세르니아도의 코무네다. 캄포바소로부터 북서쪽 40km, 이세르니아에서 북쪽 10km 거리에 있다.